# Josipina Vidmar
Josipina Vidmar (rojena Jusič), slovenska podjetnica in aktivistka, * 18. marec 1860, Ig  † 20. maj 1922, Dunaj
Josipina je leta 1901 dala pobudo za ustanovitev ženskega društva v Ljubljani. S svojim delom v ženskem društvu je skupaj z drugimi članicami mnogo postorila za izobraževanje žensk, in sicer vse z namenom, da bi ženske postale enakopravne v odločanju z moškimi. Njena najboljša prijateljica je bila Minka Govekar.

## Življenjepis
Rodila se je očetu Valentinu in materi Frančiški (roj. Juvančič). Poročena je bila z Josipom Vidmarjem, dežnikarskim mojstrom. Sprva je bila spretna šivilja in prodajala je na semnjih. Bila je izredno sposobna, razgledana in napredna ženska. Na pamet je znala vse Prešernove pesmi. Tudi finance ji niso bile neznane, saj je ekonomsko in plansko vodila družinsko podjetje. Leta 1901 je prva predlagala, da ustanovijo žensko društvo v Ljubljani, po ustanovitvi ga je podpirala predvsem finančno.
Rodila je enajst otrok, od katerih jih je sedem odraslo in so bili izredno uspešni. Najstarejši Milan je bil svetovno znani elektroinženir in šahovski velemojster. Stane je bil sokolovec in uspešen direktor. Josip je postal književnik, Ciril pa uspešen založnik. Meta je vpeljala izrazni ples na Slovenskem.

## Vir
- Splošno žensko društvo 1901-1945, od dobrih deklet do feministk (COBISS), str. 108, 131–137